# Brassicinae
Brassicinae je podtribus krstašica, dio tribusa Brassiceae.  Sastoji se od sa 12 rodova, tipični je  Brassica (kupus)

## Rodovi
1. Guenthera Andrz. ex Besser (10 spp.)
2. Moricandia DC. (8 spp.)
3. Douepia Cambess. (2 spp.)
4. Diplotaxis DC. (35 spp.)
5. Eruca Hill (2 spp.)
6. Brassica L. (31 spp.)
7. Nasturtiopsis Boiss. (3 spp.)
8. Enarthrocarpus Labill. (5 spp.)
9. Morisia J. Gay (1 sp.)
10. Zahora Lemmel & M. Koch (1 sp.)
11. Raphanus L. (4 spp.)
12. Quidproquo Greuter & Burdet (1 sp.)